# Индустријска зона Вја Е. Ферми (Павија)
Индустријска зона Вја Е. Ферми је насеље у Италији у округу Павија, региону Ломбардија.
Према процени из 2011. у насељу је живело 5 становника. Насеље се налази на надморској висини од 80 м.